# Acrocercops euthycolona
Acrocercops euthycolona là một loài bướm đêm thuộc họ Gracillariidae. Nó được tìm thấy ở Maharashtra, Ấn Độ, cũng như Brunei Darussalam, Indonesia, Malaysia, quần đảo Solomon, Sri Lanka, và Vanuatu. Nó được miêu tả bởi Edward Meyrick năm 1931.
Ấu trùng ăn Anacardium occidentale, Madhuca indica, Madhuca latifolia, Mimusops elengi, và Mimusops elengi. Chúng ăn lá nơi chúng làm tổ.